# 한국도박문제예방치유원
한국도박문제예방치유원(韓國賭博問題豫防治癒院, Korea Problem Gambling Agency)은 대한민국 문화체육관광부 산하 공공기관이다. 한국도박문제센터 원장은 상임이사를 겸임하고 사행산업통합감독위원회 사무처장과 복권위원회 사무처장이 각각 당연직 비상임이사를 겸임한다. 서울특별시 종로구 북촌로 18 (재동 54-4)에 있다.

## 설립 근거
- 사행산업통합감독위원회법[4]

## 주요 업무
- 예방·치유를 위한 상담·교육·홍보 및 관련 프로그램의 개발·보급
- 조사·연구·분석 및 평가
- 예방·치유를 위한 전문인력 양성
- 전문 의료기관 등과의 연계·협력
- 예방사업 및 중독자 치유·재활 사업 지원
- 예방·치유 관련 국제 교류 및 협력
- 정부 또는 위원회가 위탁하는 사업
- 그 밖에 사행산업이나 불법사행산업으로 인한 중독 및 도박 문제의 예방·치유를 위하여 필요한 사업 또는 활동

## 연혁
- 2012년 11월 24일 한국도박문제관리센터 신설
- 2013년 8월 28일 한국도박문제관리센터 개원식
- 2014년 1월 15일 민간상담기관 선정 전국 네트워크 구축(18개소)
- 2014년 3월 26일 한국도박문제관리센터 웹진(with) 창간
- 2014년 3월 31일 Help-Line 상담전화 '1336' 개통
- 2014년 4월 16일 민간상담기관 추가 선정(7개소)
- 2014년 11월 27일 대전도박중독예방치유센터 개소
- 2014년 12월 2일 대구도박중독예방치유센터 개소
- 2014년 12월 30일 서울영등포도박중독예방치유센터 개소
- 2022년 7월 19일 한국도박문제예방치유원으로 명칭 변경

## 조직
- 이사회
- 감사

### 원장 (상임이사)

#### 사무국장
- 기획관리부
  - 혁신기획팀
  - 경영지원팀
  - 기금관리팀
- 예방홍보부
  - 예방사업팀
  - 홍보사업팀
  - 연구개발팀
- 치유재활부
  - 지역지원팀
  - 치유협력팀
  - 온라인사업팀
- 서울북부센터
  - 예방치유팀
- 서울남부센터
  - 예방치유팀

## 지역센터
- 한국도박문제예방치유원 본부센터
- 한국도박문제예방치유원 서울남부센터
- 한국도박문제예방치유원 강원센터
- 한국도박문제예방치유원 광주센터
- 한국도박문제예방치유원 경기남부센터
- 한국도박문제예방치유원 경기북부센터
- 한국도박문제예방치유원 경남센터
- 한국도박문제예방치유원 대구센터
- 한국도박문제예방치유원 대전센터
- 한국도박문제예방치유원 부산센터
- 한국도박문제예방치유원 인천센터

## 사건·사고 및 논란

### 인건비 낭비 논란
2013년 10월 16일 국회 교육문화체육관광위원회 유기홍 의원(민주당)은 사행산업통합감독위원회로부터 제출받은 '2013년 한국도박문제관리센터 사업계획 및 예산(안)'을 분석한 결과 한국도박문제관리센터 원장 연봉이 1억200만원, 지역센터장 연봉이 약 9700만원에 달해 도박중독 예방·치유에 사용해야 할 예산을 인건비로 낭비하고 있다고 주장했다. 한국도박문제관리센터의 전신인 중독예방·치유센터의 센터장 연봉은 약 5500만원이었으나 조직을 확대·개편하면서 원장의 연봉을 크게 늘린 것이다.
한편 2012년 개인상담 및 집단 프로그램 1만3593건 등 도박중독 예방·치유 활동을 수행하고 있는 4개 지역센터에 지급하는 예산은 26억4000만원으로 2012년 28억3000만원보다 1억9000만원이나 감소했다. 이에 대해 유기홍 의원은 "당장 치료가 필요한 도박중독자가 165만명"이라며 "도박중독치유 예산이 실제로 도박중독자 치료에 쓰일 수 있도록, 과도한 센터 인건비를 낮추고 지역센터 지급 예산을 늘려야 한다"고 지적했다.

## 같이 보기
- 한국카지노업관광협회